# 金子由香利
金子 由香利（かねこ ゆかり）は、日本のシャンソン歌手。

## 来歴
東京都出身。佐藤美子の門下生となりシャンソングループ「クール・アン・クール」 の一員としてデビュー。後に独立し、銀座日航ホテルのミュージックサロンの専属歌手となる。1981年3月から1990年12月まで“シャンソンの殿堂”といわれた「銀巴里」のステージに立ち、高い評価を受ける。谷村新司からLPを勧められた引退直前の山口百恵がファンになり、週刊誌で対談も行われた。

## 出演

### NHK紅白歌合戦出場歴
| 年度/放送回               | 回 | 曲目         | 出演順 | 対戦相手 |
| ------------------------- | -- | ------------ | ------ | -------- |
| 1987年（昭和62年）/第38回 | 初 | おお我が人生 | 13/20  | 沢田研二 |

注意点
- 出演順は「出演順/出場者数」で表す。

### 映画
- チーちゃんごめんね（1984年） - 本人 役

など

## 音楽

### シングル
| 発売日                     | 規格                       | 規格品番                   | 面                         | タイトル                   |
| テイチクエンタテインメント | テイチクエンタテインメント | テイチクエンタテインメント | テイチクエンタテインメント | テイチクエンタテインメント |
| -------------------------- | -------------------------- | -------------------------- | -------------------------- | -------------------------- |
| 1972年8月1日               | EP                         | US-751                     | A                          | 耳をすませてごらん         |
| 1972年8月1日               | EP                         | US-751                     | B                          | ｢藍より青く｣テーマ音楽     |
| ビクター音楽産業           |                            |                            |                            |                            |
| 1976年                     | EP                         | SV-6132                    | A                          | 愛のバラード               |
| 1976年                     | EP                         | SV-6132                    | B                          | 仮面                       |
| フィリップス・レコード     |                            |                            |                            |                            |
| 1981年                     | EP                         | 7PL-35                     | A                          | 再会                       |
| 1981年                     | EP                         | 7PL-35                     | B                          | とってもいいわ             |
| 1981年                     | EP                         | 7PL-**                     | A                          | 時は過ぎてゆく             |
| 1981年                     | EP                         | 7PL-**                     | B                          | 18才の彼                   |
| 1980年                     | EP                         | 7PL-231                    | A                          | 時は過ぎてゆく             |
| 1980年                     | EP                         | 7PL-231                    | B                          | 再会                       |
|                            | EP                         | FS-2186                    | A                          | 逢いびき                   |
| B                          | EP                         | FS-2186                    | 時は過ぎてゆく             |                            |
| トリオレコード             |                            |                            |                            |                            |
|                            | EP                         | 3B-179                     | A                          | めぐり逢い（再会）         |
| B                          | EP                         | 3B-179                     | 愛の讃歌                   |                            |

### アルバム
- 初めまして（1974年、トリオレコード、3A-1009）
- いつ帰って来るの　銀巴里ライブ（ビクター、VCH-1675）
- 時は過ぎてゆく（1980年、S-7103）
- 夜よさようなら（1981年、フィリップス、28PL-9）
- 巴里の屋根の下（1982年、フィリップス、28PL-47）
- めぐり逢い（再会）（トリオレコード、3A-2001）
- 金子由香利巴里に謳う（3B-1032）
- 人生は美しい（東芝EMI、TOCT-5684）